# Saint-Vincent-le-Paluel
Saint-Vincent-le-Paluel è un comune francese di 293 abitanti situato nel dipartimento della Dordogna nella regione della Nuova Aquitania.

## Storia

### Simboli
Lo stemma è stato adottato nel 2023. Il castello rappresenta il Château Le Paluel del XV secolo.

## Società

### Evoluzione demografica
Abitanti censiti